# Anne-Lise Parisien
Anne-Lise Parisien (Lewiston, 22 ottobre 1972) è un'ex sciatrice alpina statunitense, vincitrice della Nor-Am Cup nel 1994.

## Biografia
Anne-Lise Parisien, originaria di Auburn, è sorella di Julie e Rob, a loro volta sciatori alpini. Debuttò in campo internazionale in occasione dei Mondiali juniores di Geilo/Hemsedal 1991 e in Coppa del Mondo ottenne due piazzamenti, entrambi in slalom gigante: il 5 dicembre 1992 a Steamboat Springs (20ª) e il 21 gennaio 1994 a Maribor (29ª); in quella stessa stagione 1993-1994, l'ultima della sua carriera, vinse la Nor-Am Cup e ai XVII Giochi olimpici invernali di Lillehammer 1994, sua unica presenza olimpica, si classificò 13ª nello slalom gigante. Non prese parte a rassegne iridate.

## Palmarès

### Coppa del Mondo
- Miglior piazzamento in classifica generale: 112ª nel 1993

### Coppa Europa
- 1 podio:
  - 1 vittoria[1]

#### Coppa Europa - vittorie
| Data | Località | Paese   | Specialità |
| ---- | -------- | ------- | ---------- |
| 1994 | Les Arcs | Francia | GS         |

Legenda:

GS = slalom gigante

### Nor-Am Cup
- Vincitrice della Nor-Am Cup nel 1994[1]
- Vincitrice della classifica di slalom gigante nel 1994
- Vincitrice della classifica di slalom speciale nel 1994[senza fonte]